# Bureakove, Oleksandrivka
Bureakove (în ucraineană Бурякове) este un sat în comuna Vîșci Vereșceakî din raionul Oleksandrivka, regiunea Kirovohrad, Ucraina.

## Demografie
Componența lingvistică a localității Bureakove
     Ucraineană (94,74%)
     Rusă (5,26%)
Conform recensământului din 2001, majoritatea populației localității Bureakove era vorbitoare de ucraineană (94,74%), existând în minoritate și vorbitori de rusă (5,26%).